# Brussels Outdoor
Il Brussels Outdoor è stato un torneo maschile di tennis giocato a Bruxelles in Belgio. 
L'evento faceva parte del Grand Prix dal 1971 al 1972 e poi dal 1977 al 1981. 
La superficie utilizzata era la terra rossa.

## Albo d'oro

### Singolare
| Anno       | Nome del torneo                        | Vincitore       | Finalista      | Punteggio               |               |
| ---------- | -------------------------------------- | --------------- | -------------- | ----------------------- | ------------- |
| 1971       | Belgian Open Championships             | Cliff Drysdale  | Ilie Năstase   | 6–0, 6–1, 7–5           |               |
| 1972       | Belgian Open Championships             | Manuel Orantes  | Andrés Gimeno  | 6–4, 6–1, 2–6, 7–5      |               |
| 1973- 1976 | Non disputato                          | Non disputato   | Non disputato  | Non disputato           | Non disputato |
| 1977       | Belgian Championships                  | Harold Solomon  | Karl Meiler    | 7–5, 3–6, 2–6, 6–3, 6–4 |               |
| 1978       | International Championships of Belgium | Werner Zirngibl | Ricardo Cano   | 1–6, 6–3, 6–4, 6–3      |               |
| 1979       | Belgian Championships                  | Balázs Taróczy  | Ivan Lendl     | 6–1, 1–6, 6–3           |               |
| 1980       | International Championships of Belgium | Peter McNamara  | Balázs Taróczy | 7–6, 6–3, 6–0           |               |
| 1981       | Belgian Tennis Championships           | Marko Ostoja    | Ricardo Ycaza  | 4–6, 6–4, 7–5           |               |

### Doppio
| 1971       | Non terminato                                                     |                               |               |               |               |
| 1972       | Juan Gisbert Manuel Orantes                                       | Patricio Cornejo Jaime Fillol | 9–7, 6–3      |               |               |
| 1973- 1976 | Non disputato                                                     | Non disputato                 | Non disputato | Non disputato | Non disputato |
| 1977       | Željko Franulović Niki Pilic contro František Pála Balázs Taróczy |                               |               |               |               |
| 1978       | Jean-Louis Haillet Antonio Zugarelli                              | Onny Parun Vladimír Zedník    | 6–3, 4–6, 7–5 |               |               |
| 1979       | Billy Martin Peter McNamara                                       | Carlos Kirmayr Balázs Taróczy | 5–7, 7–5, 6–4 |               |               |
| 1980       | Steve Krulevitz Thierry Stevaux                                   | Eric Fromm Cary Leeds         | 6–3, 7–5      |               |               |
| 1981       | Ricardo Cano Andrés Gómez                                         | Carlos Kirmayr Cássio Motta   | 6–2, 6–2      |               |               |